# Sideroxylon foetidissimum
Sideroxylon foetidissimum är en tvåhjärtbladig växtart som beskrevs av Nikolaus Joseph von Jacquin. Sideroxylon foetidissimum ingår i släktet Sideroxylon och familjen Sapotaceae.

## Underarter
Arten delas in i följande underarter:
- S. f. foetidissimum
- S. f. gaumeri